# Den sønderjyske tværbane
Den sønderjyske tværbane var og er til dels stadig en jernbane mellem Højer og Sønderborg i Sønderjylland.
Banen blev bygget, mens Sønderjylland var en del af det Tyske Rige. Den første del mellem Tønder og Tinglev blev taget i brug 26. juni 1867, delen mellem Højer og Tønder fulgte 15. juni 1892, og den sidste del mellem Tinglev og Sønderborg 15. juli 1901. Som følge af Versailles-freden og den efterfølgende folkeafstemning om Sønderjylland/Slesvigs tilhørsforhold overgik Sønderjylland til Danmark 15. juni 1920, og banen overgik samtidig til DSB.
Den sønderjyske tværbane bestod af følgende baner:
- Tønder-Højerbanen - åbnet 15. juni 1892, persontrafik indstillet 15. maj 1935, nedlagt 31. marts 1962.
- Tønder-Tinglev-banen - åbnet 26. juni 1867, persontrafik indstillet 1971, godstrafik indstillet 2002 og banen efterfølgende spærret.
- Sønderborgbanen - åbnet 15. juli 1901, stadig i drift.

Driftsmæssigt hørte Højerbanen ikke med til den sønderjyske tværbane. Den var først og fremmest en sidebane, som forbandt Marskbanen (Hamborg-Tønder) med færgerne mellem Højer Sluse og Sild. Der har ikke kørt gennemgående tog mellem Højer og Sønderborg, det har der derimod mellem Tønder og Sønderborg.